# Bafaye Saidykhan
Bafaye Saidykhan (* 1. Juni 1971) ist ein gambischer Politiker.

## Leben
| Parlamentswahl | Stimmen | Stimmanteil |
| -------------- | ------- | ----------- |
| 2007           | 2.577   | 70,76 %     |
| 2012           | 2.397   | 53,82 %     |

Bafaye Saidykhan trat bei der Wahl zum Parlament 2007 als Kandidat der Alliance for Patriotic Reorientation and Construction (APRC) im Wahlkreis Jarra East in der Mansa Konko Administrative Area an. Mit 70,76 % konnte er den Wahlkreis vor Kekoi K. B. Baajo (UDP) für sich gewinnen. In der folgenden Wahl zum Parlament 2012 trat Saidykhan erneut im selben Wahlkreis als Kandidat an. Mit 53,82 % konnte er den Wahlkreis vor dem unabhängigen Kandidaten Sainey Touray erneut für sich gewinnen. Zu der Wahl zum Parlament 2017 trat Saidykhan nicht als Kandidat an.

## Auszeichnungen und Ehrungen
- 2016 – July 22nd Revolution Award[3]